# 森戸村
森戸村（もりとむら）は茨城県猿島郡にかつて存在した村である。現在の茨城県境町の南部に位置する。
村の南部には利根川が流れている。

## 歴史
- 森戸村は、幸島荘石井郷に属していたといわれる[2]。
- 1869年（明治2年） - 関宿藩支配となる[2]。
- 1872年（明治5年） - 印旛県管轄となる[2]。
- 1873年（明治6年） - 千葉県に属する[2]。
- 1875年（明治8年） - 茨城県管轄となる[2]。
- 1889年（明治22年）4月1日 - 町村制施行により、伏木村・一ノ谷村・百戸村・若林村が合併し猿島郡森戸村が成立する。
- 1899年（明治32年）4月1日 - 千葉県東葛飾郡二川村大字新田戸及び桐ヶ作の一部を分割して本村に編入し、六大字とする[2]。
- 1916年（大正5年） - 森戸村伏木に茨城県最初の小作組合が結成される[3]。
- 1947年（昭和22年）9月16日 - カスリーン台風による豪雨で、中川村の利根川堤防が決壊。森戸村も大部分が浸水する被害を出した[4]。
- 1955年（昭和30年）3月16日 - 境町・森戸村・静村・長田村・猿島村が合併し、境町が発足。森戸村は消滅。

## 行政

### 村長
村長は以下の通りである。
| 歴代 | 氏名         | 就任年月日                 | 退任年月日                 |
| ---- | ------------ | -------------------------- | -------------------------- |
| 初代 | 長野泰一郎   | 1889年（明治22年）5月7日   | 1891年（明治24年）6月30日  |
| 2    | 倉持伝次郎   | 1891年（明治24年）10月30日 | 1895年（明治28年）10月29日 |
| 3    | 田村徳蔵     | 1895年（明治28年）10月28日 | 1897年（明治30年）3月30日  |
| 4    | 佐怒賀政一   | 1897年（明治30年）10月1日  | 1901年（明治34年）10月1日  |
| 5    | 佐怒賀政一   | 1901年（明治34年）10月19日 | 1905年（明治38年）10月18日 |
| 6    | 長野泰一郎   | 1905年（明治38年）11月7日  | 1909年（明治42年）11月6日  |
| 7    | 田村徳蔵     | 1909年（明治42年）11月10日 | 1910年（明治43年）11月29日 |
| 8    | 長野泰一郎   | 1911年（明治44年）2月28日  | 1912年（明治45年）4月8日   |
| 9    | 倉持伴一郎   | 1913年（大正2年）2月26日   | 1914年（大正3年）11月27日  |
| 10   | 佐怒賀修一郎 | 1915年（大正4年）1月13日   | 1919年（大正8年）1月12日   |
| 11   | 佐怒賀修一郎 | 1919年（大正8年）1月13日   | 1923年（大正12年）1月12日  |
| 12   | 佐怒賀亀次郎 | 1924年（大正13年）1月16日  | 1926年（大正15年）11月26日 |
| 13   | 中村和吉     | 1926年（大正15年）3月1日   | 1929年（昭和4年）1月5日    |
| 14   | 中村雄太     | 1929年（昭和4年）11月15日  | 1933年（昭和8年）1月14日   |
| 15   | 佐怒賀修一郎 | 1933年（昭和8年）1月20日   | 1937年（昭和12年）1月19日  |
| 16   | 田村武男     | 1937年（昭和12年）1月20日  | 1941年（昭和16年）1月19日  |
| 17   | 田村武男     | 1941年（昭和16年）1月20日  | 1945年（昭和20年）1月19日  |
| 18   | 中村富寿     | 1945年（昭和20年）1月20日  | 1946年（昭和21年）11月27日 |
| 19   | 中村栄三郎   | 1947年（昭和22年）4月6日   | 1951年（昭和26年）4月5日   |
| 20   | 中村栄三郎   | 1951年（昭和26年）4月24日  | 1955年（昭和30年）3月15日  |

### 助役
助役は以下の通りである。
- 野口万七[5]
- 佐怒賀政一[5]
- 染谷武助[1]

### 収入役
収入役は以下の通りである。
- 長野忠太郎[1]

## 政治
1893年に刊行された『茨城県官民必携 下巻』によると、村会議員は以下の通り。
- 長野泰一郎、長野兼七、小嶋惣太郎、田村三松、佐怒賀元治、海老原善平、岡崎倉七、染谷周治、中村藤平、鈴木席之、倉持辰五郎、野口万七

## 経済

### 産業
農業
産物は米、麦、葉茶、繭。
商工業
商工業者は『下総六郡名家鑑 北相馬・豊田・岡田・猿島・結城・西葛飾』によると、荒物商の中村、醤油醸造業の佐怒賀、菓子製造小売営業の広瀬などがいた。

## 人口
1930年に刊行された『市町村治績録 改訂第2版』によると戸数700戸、人口4520人。

## 地域

### 施設
宗教
- 鷲神社[2]
- 香取神社[2]
- 伏木香取神社[2]
- 大杉神社[2]
- 香取社[2]
- 蓮性院（真言宗豊山派）[2]
- 大照院（真言宗豊山派）[2]
- 金剛院（真言宗豊山派）[2]
- 専修寺（浄土宗）[2]
- 円鏡寺（真宗大谷派）[2]
- 妙安寺（真宗大谷派）[2]
- 感応寺（日蓮宗）[2]